# Lista di asteroidi (21001-22000)
Di seguito una lista di asteroidi dal numero 21001 al 22000 con data di scoperta e scopritore.

## 21001-21100
| Nome                   | Designazione provvisoria | Data di scoperta  | Scopritore                       |
| ---------------------- | ------------------------ | ----------------- | -------------------------------- |
| 21001 Trogrlic         | 1987 GF                  | 1 aprile 1987     | A. Maury                         |
| 21002 -                | 1987 QU7                 | 29 agosto 1987    | E. W. Elst                       |
| 21003 -                | 1987 YV1                 | 17 dicembre 1987  | E. W. Elst, G. Pizarro           |
| 21004 Thérèsemarjou    | 1988 BM4                 | 22 gennaio 1988   | H. Debehogne                     |
| 21005 -                | 1988 BF5                 | 28 gennaio 1988   | R. H. McNaught                   |
| 21006 -                | 1988 DG2                 | 17 febbraio 1988  | E. W. Elst                       |
| 21007 Lo Campo         | 1988 FD3                 | 19 marzo 1988     | W. Ferreri                       |
| 21008 -                | 1988 PE                  | 9 agosto 1988     | E. F. Helin                      |
| 21009 Agilkia          | 1988 PN1                 | 12 agosto 1988    | E. W. Elst                       |
| 21010 Kishon           | 1988 PL2                 | 13 agosto 1988    | F. Börngen                       |
| 21011 Johannaterlinden | 1988 RP4                 | 1 settembre 1988  | H. Debehogne                     |
| 21012 -                | 1988 RU9                 | 8 settembre 1988  | H. Debehogne                     |
| 21013 -                | 1988 RW10                | 14 settembre 1988 | S. J. Bus                        |
| 21014 Daishi           | 1988 TS1                 | 13 ottobre 1988   | T. Seki                          |
| 21015 Shigenari        | 1988 UF                  | 16 ottobre 1988   | T. Fujii, K. Watanabe            |
| 21016 Miyazawaseiroku  | 1988 VA                  | 2 novembre 1988   | T. Seki                          |
| 21017 -                | 1988 VP                  | 3 novembre 1988   | M. Arai, H. Mori                 |
| 21018 -                | 1988 VV1                 | 2 novembre 1988   | Y. Oshima                        |
| 21019 -                | 1988 VC2                 | 2 novembre 1988   | S. Ueda, H. Kaneda               |
| 21020 -                | 1988 VH2                 | 8 novembre 1988   | T. Hioki, N. Kawasato            |
| 21021 -                | 1988 XL2                 | 7 dicembre 1988   | Y. Oshima                        |
| 21022 Ike              | 1989 CR                  | 2 febbraio 1989   | T. Seki                          |
| 21023 -                | 1989 DK                  | 28 febbraio 1989  | H. Debehogne                     |
| 21024 -                | 1989 GD3                 | 3 aprile 1989     | E. W. Elst                       |
| 21025 -                | 1989 SL2                 | 26 settembre 1989 | E. W. Elst                       |
| 21026 -                | 1989 SE4                 | 26 settembre 1989 | E. W. Elst                       |
| 21027 -                | 1989 SR5                 | 28 settembre 1989 | E. W. Elst                       |
| 21028 -                | 1989 TO                  | 4 ottobre 1989    | E. F. Helin                      |
| 21029 Adorno           | 1989 TA6                 | 7 ottobre 1989    | E. W. Elst                       |
| 21030 -                | 1989 TZ11                | 2 ottobre 1989    | S. J. Bus                        |
| 21031 -                | 1989 TO15                | 3 ottobre 1989    | H. Debehogne                     |
| 21032 -                | 1989 TN16                | 4 ottobre 1989    | H. Debehogne                     |
| 21033 Akahirakiyozo    | 1989 UM                  | 21 ottobre 1989   | K. Endate, K. Watanabe           |
| 21034 -                | 1989 WB3                 | 25 novembre 1989  | Y. Oshima                        |
| 21035 Iwabu            | 1990 AE                  | 1 gennaio 1990    | K. Endate, K. Watanabe           |
| 21036 Nakamurayoshi    | 1990 BA2                 | 30 gennaio 1990   | M. Matsuyama, K. Watanabe        |
| 21037 -                | 1990 EB                  | 4 marzo 1990      | A. Sugie                         |
| 21038 -                | 1990 EP3                 | 2 marzo 1990      | E. W. Elst                       |
| 21039 -                | 1990 ES4                 | 2 marzo 1990      | E. W. Elst                       |
| 21040 -                | 1990 OZ                  | 20 luglio 1990    | E. F. Helin                      |
| 21041 -                | 1990 QO1                 | 22 agosto 1990    | H. E. Holt                       |
| 21042 -                | 1990 QT7                 | 16 agosto 1990    | E. W. Elst                       |
| 21043 -                | 1990 RT2                 | 15 settembre 1990 | H. E. Holt                       |
| 21044 -                | 1990 SE1                 | 16 settembre 1990 | H. E. Holt                       |
| 21045 -                | 1990 SQ1                 | 18 settembre 1990 | H. E. Holt                       |
| 21046 -                | 1990 SH3                 | 18 settembre 1990 | H. E. Holt                       |
| 21047 Hodierna         | 1990 SE5                 | 22 settembre 1990 | E. W. Elst                       |
| 21048 -                | 1990 SV9                 | 22 settembre 1990 | E. W. Elst                       |
| 21049 -                | 1990 SU16                | 17 settembre 1990 | H. E. Holt                       |
| 21050 Beck             | 1990 TG2                 | 10 ottobre 1990   | F. Börngen, L. D. Schmadel       |
| 21051 -                | 1990 UM                  | 20 ottobre 1990   | T. Urata                         |
| 21052 -                | 1990 UG5                 | 16 ottobre 1990   | E. W. Elst                       |
| 21053 -                | 1990 VE                  | 10 novembre 1990  | A. Natori, T. Urata              |
| 21054 Ojmjakon         | 1990 VL5                 | 15 novembre 1990  | E. W. Elst                       |
| 21055 -                | 1990 YR                  | 23 dicembre 1990  | T. Hioki, S. Hayakawa            |
| 21056 -                | 1991 CA1                 | 14 febbraio 1991  | E. F. Helin                      |
| 21057 Garikisraelian   | 1991 GJ8                 | 8 aprile 1991     | E. W. Elst                       |
| 21058 -                | 1991 GF9                 | 10 aprile 1991    | E. W. Elst                       |
| 21059 Penderecki       | 1991 GR10                | 9 aprile 1991     | F. Börngen                       |
| 21060 -                | 1991 JC                  | 2 maggio 1991     | T. Urata                         |
| 21061 -                | 1991 JD                  | 3 maggio 1991     | T. Urata                         |
| 21062 Iasky            | 1991 JW1                 | 13 maggio 1991    | C. S. Shoemaker, E. M. Shoemaker |
| 21063 -                | 1991 JC2                 | 8 maggio 1991     | R. H. McNaught                   |
| 21064 Yangliwei        | 1991 LY1                 | 6 giugno 1991     | E. W. Elst                       |
| 21065 Jamesmelka       | 1991 NM                  | 10 luglio 1991    | E. F. Helin                      |
| 21066 -                | 1991 NG5                 | 10 luglio 1991    | H. Debehogne                     |
| 21067 -                | 1991 PY1                 | 2 agosto 1991     | E. W. Elst                       |
| 21068 -                | 1991 PL2                 | 2 agosto 1991     | E. W. Elst                       |
| 21069 -                | 1991 PY3                 | 3 agosto 1991     | E. W. Elst                       |
| 21070 -                | 1991 PD6                 | 6 agosto 1991     | E. W. Elst                       |
| 21071 -                | 1991 PE7                 | 6 agosto 1991     | E. W. Elst                       |
| 21072 -                | 1991 PU8                 | 5 agosto 1991     | H. E. Holt                       |
| 21073 Darksky          | 1991 RE                  | 4 settembre 1991  | R. H. McNaught                   |
| 21074 Rügen            | 1991 RA4                 | 12 settembre 1991 | F. Börngen, L. D. Schmadel       |
| 21075 Heussinger       | 1991 RF4                 | 12 settembre 1991 | F. Börngen, L. D. Schmadel       |
| 21076 Kokoschka        | 1991 RG4                 | 12 settembre 1991 | F. Börngen, L. D. Schmadel       |
| 21077 -                | 1991 RG14                | 13 settembre 1991 | H. E. Holt                       |
| 21078 -                | 1991 RR16                | 15 settembre 1991 | H. E. Holt                       |
| 21079 -                | 1991 RR17                | 11 settembre 1991 | H. E. Holt                       |
| 21080 -                | 1991 RD18                | 13 settembre 1991 | H. E. Holt                       |
| 21081 -                | 1991 RC19                | 14 settembre 1991 | H. E. Holt                       |
| 21082 Araimasaru       | 1991 TG2                 | 13 ottobre 1991   | T. Hioki, S. Hayakawa            |
| 21083 -                | 1991 TH14                | 2 ottobre 1991    | C. P. de Saint-Aignan            |
| 21084 -                | 1991 UV3                 | 31 ottobre 1991   | S. Ueda, H. Kaneda               |
| 21085 -                | 1991 UL4                 | 18 ottobre 1991   | S. Ueda, H. Kaneda               |
| 21086 -                | 1992 AO1                 | 10 gennaio 1992   | T. Hioki, S. Hayakawa            |
| 21087 Petsimpallas     | 1992 BH2                 | 30 gennaio 1992   | E. W. Elst                       |
| 21088 Chelyabinsk      | 1992 BL2                 | 30 gennaio 1992   | E. W. Elst                       |
| 21089 Mochizuki        | 1992 CQ                  | 8 febbraio 1992   | T. Seki                          |
| 21090 -                | 1992 DZ6                 | 29 febbraio 1992  | UESAC                            |
| 21091 -                | 1992 DK8                 | 29 febbraio 1992  | UESAC                            |
| 21092 -                | 1992 EJ6                 | 1 marzo 1992      | UESAC                            |
| 21093 -                | 1992 EK6                 | 1 marzo 1992      | UESAC                            |
| 21094 -                | 1992 EP7                 | 1 marzo 1992      | UESAC                            |
| 21095 -                | 1992 EG11                | 6 marzo 1992      | UESAC                            |
| 21096 -                | 1992 EZ11                | 6 marzo 1992      | UESAC                            |
| 21097 -                | 1992 ER25                | 8 marzo 1992      | UESAC                            |
| 21098 -                | 1992 EB27                | 2 marzo 1992      | UESAC                            |
| 21099 -                | 1992 GM2                 | 4 aprile 1992     | E. W. Elst                       |
| 21100 -                | 1992 OB                  | 26 luglio 1992    | R. H. McNaught                   |

## 21101-21200
| Nome                  | Designazione provvisoria | Data di scoperta  | Scopritore                       |
| --------------------- | ------------------------ | ----------------- | -------------------------------- |
| 21101 -               | 1992 OJ1                 | 26 luglio 1992    | H. Debehogne                     |
| 21102 -               | 1992 OF2                 | 26 luglio 1992    | E. W. Elst                       |
| 21103 -               | 1992 OB3                 | 26 luglio 1992    | E. W. Elst                       |
| 21104 Sveshnikov      | 1992 PY                  | 8 agosto 1992     | E. W. Elst                       |
| 21105 -               | 1992 PU1                 | 8 agosto 1992     | E. W. Elst                       |
| 21106 -               | 1992 PO2                 | 2 agosto 1992     | H. E. Holt                       |
| 21107 -               | 1992 PZ4                 | 4 agosto 1992     | H. E. Holt                       |
| 21108 -               | 1992 QT                  | 31 agosto 1992    | E. F. Helin                      |
| 21109 Sünkel          | 1992 RY                  | 4 settembre 1992  | F. Börngen, L. D. Schmadel       |
| 21110 Karlvalentin    | 1992 RC1                 | 4 settembre 1992  | F. Börngen, L. D. Schmadel       |
| 21111 -               | 1992 RP3                 | 2 settembre 1992  | E. W. Elst                       |
| 21112 -               | 1992 RY3                 | 2 settembre 1992  | E. W. Elst                       |
| 21113 -               | 1992 RG4                 | 2 settembre 1992  | E. W. Elst                       |
| 21114 Bernson         | 1992 RS5                 | 2 settembre 1992  | E. W. Elst                       |
| 21115 -               | 1992 RL7                 | 2 settembre 1992  | E. W. Elst                       |
| 21116 -               | 1992 SO                  | 26 settembre 1992 | A. Sugie                         |
| 21117 Tashimaseizo    | 1992 SB13                | 30 settembre 1992 | K. Endate, K. Watanabe           |
| 21118 Hezimmermann    | 1992 SB17                | 24 settembre 1992 | F. Börngen, L. D. Schmadel       |
| 21119 -               | 1992 UJ                  | 19 ottobre 1992   | S. Ueda, H. Kaneda               |
| 21120 Naritaatsushi   | 1992 WP                  | 16 novembre 1992  | K. Endate, K. Watanabe           |
| 21121 Andoshoeki      | 1992 WV                  | 16 novembre 1992  | K. Endate, K. Watanabe           |
| 21122 -               | 1992 YK                  | 23 dicembre 1992  | A. Natori, T. Urata              |
| 21123 -               | 1992 YP2                 | 18 dicembre 1992  | E. W. Elst                       |
| 21124 -               | 1992 YR2                 | 18 dicembre 1992  | E. W. Elst                       |
| 21125 Orff            | 1992 YZ4                 | 30 dicembre 1992  | F. Börngen                       |
| 21126 Katsuyoshi      | 1993 BJ2                 | 19 gennaio 1993   | T. Seki                          |
| 21127 -               | 1993 BF4                 | 27 gennaio 1993   | E. W. Elst                       |
| 21128 Chapuis         | 1993 BJ5                 | 27 gennaio 1993   | E. W. Elst                       |
| 21129 -               | 1993 BJ7                 | 23 gennaio 1993   | E. W. Elst                       |
| 21130 -               | 1993 FN                  | 23 marzo 1993     | A. C. Gilmore, P. M. Kilmartin   |
| 21131 -               | 1993 FQ7                 | 17 marzo 1993     | UESAC                            |
| 21132 -               | 1993 FN10                | 17 marzo 1993     | UESAC                            |
| 21133 -               | 1993 FE11                | 17 marzo 1993     | UESAC                            |
| 21134 -               | 1993 FE13                | 17 marzo 1993     | UESAC                            |
| 21135 -               | 1993 FL14                | 17 marzo 1993     | UESAC                            |
| 21136 -               | 1993 FH19                | 17 marzo 1993     | UESAC                            |
| 21137 -               | 1993 FX20                | 21 marzo 1993     | UESAC                            |
| 21138 -               | 1993 FS24                | 21 marzo 1993     | UESAC                            |
| 21139 -               | 1993 FP26                | 21 marzo 1993     | UESAC                            |
| 21140 -               | 1993 FN28                | 21 marzo 1993     | UESAC                            |
| 21141 -               | 1993 FD30                | 21 marzo 1993     | UESAC                            |
| 21142 -               | 1993 FV30                | 19 marzo 1993     | UESAC                            |
| 21143 -               | 1993 FX31                | 19 marzo 1993     | UESAC                            |
| 21144 -               | 1993 FA46                | 19 marzo 1993     | UESAC                            |
| 21145 -               | 1993 FZ57                | 19 marzo 1993     | UESAC                            |
| 21146 -               | 1993 FD67                | 21 marzo 1993     | UESAC                            |
| 21147 -               | 1993 FV80                | 18 marzo 1993     | UESAC                            |
| 21148 Billramsey      | 1993 HN1                 | 16 aprile 1993    | C. S. Shoemaker, E. M. Shoemaker |
| 21149 Kenmitchell     | 1993 HY5                 | 19 aprile 1993    | C. S. Shoemaker, E. M. Shoemaker |
| 21150 -               | 1993 LF1                 | 13 giugno 1993    | R. H. McNaught                   |
| 21151 -               | 1993 LO1                 | 13 giugno 1993    | R. H. McNaught                   |
| 21152 -               | 1993 MB1                 | 17 giugno 1993    | H. E. Holt                       |
| 21153 -               | 1993 MF1                 | 18 giugno 1993    | R. H. McNaught                   |
| 21154 -               | 1993 NS1                 | 12 luglio 1993    | E. W. Elst                       |
| 21155 -               | 1993 NW1                 | 12 luglio 1993    | E. W. Elst                       |
| 21156 -               | 1993 QP7                 | 20 agosto 1993    | E. W. Elst                       |
| 21157 -               | 1993 RC5                 | 15 settembre 1993 | E. W. Elst                       |
| 21158 -               | 1993 RP18                | 15 settembre 1993 | H. Debehogne, E. W. Elst         |
| 21159 -               | 1993 ST5                 | 17 settembre 1993 | E. W. Elst                       |
| 21160 Saveriolombardi | 1993 TJ                  | 10 ottobre 1993   | A. Vagnozzi                      |
| 21161 Yamashitaharuo  | 1993 TR1                 | 15 ottobre 1993   | K. Endate, K. Watanabe           |
| 21162 -               | 1993 TW16                | 9 ottobre 1993    | E. W. Elst                       |
| 21163 -               | 1993 TJ24                | 9 ottobre 1993    | E. W. Elst                       |
| 21164 -               | 1993 UZ7                 | 20 ottobre 1993   | E. W. Elst                       |
| 21165 -               | 1993 VF2                 | 11 novembre 1993  | S. Ueda, H. Kaneda               |
| 21166 Nobuyukishouji  | 1993 XH                  | 6 dicembre 1993   | T. Seki                          |
| 21167 -               | 1993 XQ                  | 9 dicembre 1993   | T. Kobayashi                     |
| 21168 -               | 1994 AC8                 | 7 gennaio 1994    | Spacewatch                       |
| 21169 -               | 1994 AG10                | 8 gennaio 1994    | Spacewatch                       |
| 21170 -               | 1994 AL10                | 8 gennaio 1994    | Spacewatch                       |
| 21171 -               | 1994 CG1                 | 7 febbraio 1994   | T. Kobayashi                     |
| 21172 -               | 1994 CK10                | 7 febbraio 1994   | E. W. Elst                       |
| 21173 -               | 1994 CU10                | 7 febbraio 1994   | E. W. Elst                       |
| 21174 -               | 1994 CG12                | 7 febbraio 1994   | E. W. Elst                       |
| 21175 -               | 1994 CP12                | 7 febbraio 1994   | E. W. Elst                       |
| 21176 -               | 1994 CN13                | 8 febbraio 1994   | E. W. Elst                       |
| 21177 -               | 1994 CC17                | 8 febbraio 1994   | E. W. Elst                       |
| 21178 -               | 1994 CJ17                | 8 febbraio 1994   | E. W. Elst                       |
| 21179 -               | 1994 CL18                | 8 febbraio 1994   | E. W. Elst                       |
| 21180 -               | 1994 DC                  | 16 febbraio 1994  | T. Kobayashi                     |
| 21181 -               | 1994 EB2                 | 6 marzo 1994      | E. F. Helin                      |
| 21182 Teshiogawa      | 1994 EC2                 | 12 marzo 1994     | K. Endate, K. Watanabe           |
| 21183 -               | 1994 EO2                 | 9 marzo 1994      | E. F. Helin                      |
| 21184 -               | 1994 EC5                 | 6 marzo 1994      | Spacewatch                       |
| 21185 -               | 1994 EH6                 | 9 marzo 1994      | E. W. Elst                       |
| 21186 -               | 1994 EO6                 | 9 marzo 1994      | E. W. Elst                       |
| 21187 Setsuo          | 1994 FY                  | 31 marzo 1994     | K. Endate, K. Watanabe           |
| 21188 Kiyohiro        | 1994 GN                  | 5 aprile 1994     | K. Endate, K. Watanabe           |
| 21189 Robertonesci    | 1994 JB                  | 3 maggio 1994     | A. Vagnozzi                      |
| 21190 Martamaffei     | 1994 JQ                  | 10 maggio 1994    | A. Vagnozzi                      |
| 21191 -               | 1994 JL6                 | 4 maggio 1994     | Spacewatch                       |
| 21192 Seccisergio     | 1994 NA                  | 2 luglio 1994     | A. Vagnozzi                      |
| 21193 -               | 1994 PJ1                 | 14 agosto 1994    | R. H. McNaught                   |
| 21194 -               | 1994 PN1                 | 11 agosto 1994    | R. H. McNaught                   |
| 21195 -               | 1994 PK4                 | 10 agosto 1994    | E. W. Elst                       |
| 21196 -               | 1994 PU5                 | 10 agosto 1994    | E. W. Elst                       |
| 21197 -               | 1994 PS7                 | 10 agosto 1994    | E. W. Elst                       |
| 21198 -               | 1994 PX7                 | 10 agosto 1994    | E. W. Elst                       |
| 21199 -               | 1994 PV8                 | 10 agosto 1994    | E. W. Elst                       |
| 21200 -               | 1994 PU10                | 10 agosto 1994    | E. W. Elst                       |

## 21201-21300
| Nome                   | Designazione provvisoria | Data di scoperta  | Scopritore                           |
| ---------------------- | ------------------------ | ----------------- | ------------------------------------ |
| 21201 -                | 1994 PO18                | 12 agosto 1994    | E. W. Elst                           |
| 21202 -                | 1994 PW19                | 12 agosto 1994    | E. W. Elst                           |
| 21203 -                | 1994 PP20                | 12 agosto 1994    | E. W. Elst                           |
| 21204 -                | 1994 PH26                | 12 agosto 1994    | E. W. Elst                           |
| 21205 -                | 1994 PV27                | 12 agosto 1994    | E. W. Elst                           |
| 21206 -                | 1994 PT28                | 12 agosto 1994    | E. W. Elst                           |
| 21207 -                | 1994 PH29                | 12 agosto 1994    | E. W. Elst                           |
| 21208 -                | 1994 PW29                | 12 agosto 1994    | E. W. Elst                           |
| 21209 -                | 1994 PO30                | 12 agosto 1994    | E. W. Elst                           |
| 21210 -                | 1994 PA31                | 12 agosto 1994    | E. W. Elst                           |
| 21211 -                | 1994 PP36                | 10 agosto 1994    | E. W. Elst                           |
| 21212 -                | 1994 PG39                | 10 agosto 1994    | E. W. Elst                           |
| 21213 -                | 1994 RL7                 | 12 settembre 1994 | Spacewatch                           |
| 21214 -                | 1994 RN7                 | 12 settembre 1994 | Spacewatch                           |
| 21215 -                | 1994 UQ                  | 31 ottobre 1994   | T. Kobayashi                         |
| 21216 -                | 1994 UZ1                 | 31 ottobre 1994   | S. Ueda, H. Kaneda                   |
| 21217 -                | 1994 VM1                 | 4 novembre 1994   | T. Kobayashi                         |
| 21218 -                | 1994 VP7                 | 7 novembre 1994   | S. Ueda, H. Kaneda                   |
| 21219 Mascagni         | 1994 WV1                 | 28 novembre 1994  | V. S. Casulli                        |
| 21220 -                | 1994 WE4                 | 30 novembre 1994  | T. Kobayashi                         |
| 21221 -                | 1994 YM1                 | 31 dicembre 1994  | T. Kobayashi                         |
| 21222 -                | 1995 BT                  | 23 gennaio 1995   | T. Kobayashi                         |
| 21223 -                | 1995 DL                  | 21 febbraio 1995  | T. Kobayashi                         |
| 21224 -                | 1995 DM6                 | 24 febbraio 1995  | Spacewatch                           |
| 21225 -                | 1995 GQ1                 | 1 aprile 1995     | Spacewatch                           |
| 21226 -                | 1995 ON6                 | 24 luglio 1995    | Spacewatch                           |
| 21227 -                | 1995 QS                  | 16 agosto 1995    | Y. Shimizu, T. Urata                 |
| 21228 -                | 1995 SC                  | 20 settembre 1995 | T. B. Spahr                          |
| 21229 Sušil            | 1995 SM1                 | 22 settembre 1995 | L. Šarounová                         |
| 21230 -                | 1995 SK3                 | 23 settembre 1995 | Loiano                               |
| 21231 -                | 1995 SC17                | 18 settembre 1995 | Spacewatch                           |
| 21232 -                | 1995 SH26                | 19 settembre 1995 | Spacewatch                           |
| 21233 -                | 1995 UU3                 | 20 ottobre 1995   | T. Kobayashi                         |
| 21234 Nakashima        | 1995 WG                  | 16 novembre 1995  | T. Kobayashi                         |
| 21235 -                | 1995 WG2                 | 18 novembre 1995  | T. Kobayashi                         |
| 21236 Moneta           | 1995 WE3                 | 20 novembre 1995  | Farra d'Isonzo                       |
| 21237 Suematsu         | 1995 WF5                 | 18 novembre 1995  | K. Endate, K. Watanabe               |
| 21238 Panarea          | 1995 WV7                 | 28 novembre 1995  | T. Kobayashi                         |
| 21239 -                | 1995 WP17                | 17 novembre 1995  | Spacewatch                           |
| 21240 -                | 1995 WP22                | 18 novembre 1995  | Spacewatch                           |
| 21241 -                | 1995 WN33                | 20 novembre 1995  | Spacewatch                           |
| 21242 -                | 1995 WZ41                | 25 novembre 1995  | S. Ueda, H. Kaneda                   |
| 21243 -                | 1995 XG1                 | 15 dicembre 1995  | T. Kobayashi                         |
| 21244 -                | 1995 XU1                 | 14 dicembre 1995  | AMOS                                 |
| 21245 -                | 1995 XQ4                 | 14 dicembre 1995  | Spacewatch                           |
| 21246 -                | 1995 YF1                 | 21 dicembre 1995  | T. Kobayashi                         |
| 21247 -                | 1995 YJ1                 | 21 dicembre 1995  | T. Kobayashi                         |
| 21248 -                | 1995 YP1                 | 21 dicembre 1995  | T. Kobayashi                         |
| 21249 -                | 1995 YX1                 | 21 dicembre 1995  | T. Kobayashi                         |
| 21250 Kamikouchi       | 1995 YQ2                 | 17 dicembre 1995  | N. Sato, T. Urata                    |
| 21251 -                | 1995 YX3                 | 31 dicembre 1995  | T. Urata                             |
| 21252 -                | 1995 YP8                 | 18 dicembre 1995  | Spacewatch                           |
| 21253 -                | 1996 AX3                 | 13 gennaio 1996   | S. Ueda, H. Kaneda                   |
| 21254 Jonan            | 1996 BG2                 | 24 gennaio 1996   | J. Kobayashi                         |
| 21255 -                | 1996 CD2                 | 15 febbraio 1996  | NEAT                                 |
| 21256 Robertobattiston | 1996 CK7                 | 14 febbraio 1996  | U. Munari, M. Tombelli               |
| 21257 Jižní Čechy      | 1996 DS2                 | 26 febbraio 1996  | Kleť                                 |
| 21258 Huckins          | 1996 EH1                 | 15 marzo 1996     | NEAT                                 |
| 21259 -                | 1996 ED4                 | 11 marzo 1996     | Spacewatch                           |
| 21260 -                | 1996 FE                  | 16 marzo 1996     | NEAT                                 |
| 21261 -                | 1996 FF                  | 16 marzo 1996     | NEAT                                 |
| 21262 Kanba            | 1996 HA2                 | 24 aprile 1996    | R. H. McNaught, H. Abe               |
| 21263 -                | 1996 HJ11                | 17 aprile 1996    | E. W. Elst                           |
| 21264 -                | 1996 HT16                | 18 aprile 1996    | E. W. Elst                           |
| 21265 -                | 1996 HJ23                | 20 aprile 1996    | E. W. Elst                           |
| 21266 -                | 1996 HL25                | 20 aprile 1996    | E. W. Elst                           |
| 21267 -                | 1996 JU5                 | 11 maggio 1996    | Spacewatch                           |
| 21268 -                | 1996 KL1                 | 22 maggio 1996    | T. B. Spahr                          |
| 21269 Bechini          | 1996 LG                  | 6 giugno 1996     | L. Tesi, A. Boattini                 |
| 21270 Otokar           | 1996 OK                  | 19 luglio 1996    | J. Tichá, M. Tichý                   |
| (21271) 1996 RF33      | 1996 RF33                | 15 settembre 1996 | Uppsala-DLR Trojan Survey            |
| 21272 -                | 1996 SA1                 | 18 settembre 1996 | Beijing Schmidt CCD Asteroid Program |
| 21273 -                | 1996 SW2                 | 19 settembre 1996 | Spacewatch                           |
| 21274 -                | 1996 SG4                 | 19 settembre 1996 | Beijing Schmidt CCD Asteroid Program |
| 21275 Tosiyasu         | 1996 SJ7                 | 23 settembre 1996 | T. Okuni                             |
| 21276 Feller           | 1996 TF5                 | 8 ottobre 1996    | P. G. Comba                          |
| 21277 -                | 1996 TO5                 | 9 ottobre 1996    | NEAT                                 |
| 21278 -                | 1996 TG6                 | 5 ottobre 1996    | Beijing Schmidt CCD Asteroid Program |
| 21279 -                | 1996 TS10                | 9 ottobre 1996    | S. Ueda, H. Kaneda                   |
| 21280 -                | 1996 TL11                | 11 ottobre 1996   | K. Endate                            |
| 21281 -                | 1996 TX14                | 13 ottobre 1996   | S. P. Laurie                         |
| 21282 Shimizuyuka      | 1996 TD15                | 14 ottobre 1996   | T. Seki                              |
| 21283 -                | 1996 TY46                | 10 ottobre 1996   | Spacewatch                           |
| 21284 Pandion          | 1996 TC51                | 5 ottobre 1996    | E. W. Elst                           |
| 21285 -                | 1996 UZ                  | 20 ottobre 1996   | T. Kobayashi                         |
| 21286 -                | 1996 UB1                 | 20 ottobre 1996   | T. Kobayashi                         |
| 21287 Santa-Lucia      | 1996 UU3                 | 31 ottobre 1996   | A. Vagnozzi                          |
| 21288 -                | 1996 VW                  | 3 novembre 1996   | T. Urata                             |
| 21289 Giacomel         | 1996 VB1                 | 3 novembre 1996   | V. Giuliani, F. Manca                |
| 21290 Vydra            | 1996 VR1                 | 9 novembre 1996   | M. Tichý, Z. Moravec                 |
| 21291 Mercalli         | 1996 VG6                 | 12 novembre 1996  | A. Boattini, F. Pedichini            |
| 21292 Kanetakoichi     | 1996 VQ8                 | 7 novembre 1996   | K. Endate, K. Watanabe               |
| 21293 Fujimototoyoshi  | 1996 VS8                 | 7 novembre 1996   | K. Endate, K. Watanabe               |
| 21294 Yamaguchiyuko    | 1996 VZ8                 | 7 novembre 1996   | K. Endate, K. Watanabe               |
| 21295 -                | 1996 VN14                | 5 novembre 1996   | Spacewatch                           |
| 21296 -                | 1996 VV19                | 7 novembre 1996   | Spacewatch                           |
| 21297 -                | 1996 VW29                | 7 novembre 1996   | S. Ueda, H. Kaneda                   |
| 21298 -                | 1996 VX29                | 7 novembre 1996   | S. Ueda, H. Kaneda                   |
| 21299 -                | 1996 WC                  | 16 novembre 1996  | T. Kobayashi                         |
| 21300 -                | 1996 WA1                 | 19 novembre 1996  | T. Kobayashi                         |

## 21301-21400
| Nome                  | Designazione provvisoria | Data di scoperta | Scopritore                           |
| --------------------- | ------------------------ | ---------------- | ------------------------------------ |
| 21301 Zanin           | 1996 WE3                 | 22 novembre 1996 | Farra d'Isonzo                       |
| 21302 Shirakamisanchi | 1996 XU                  | 1 dicembre 1996  | N. Sato                              |
| 21303 -               | 1996 XJ1                 | 2 dicembre 1996  | T. Kobayashi                         |
| 21304 -               | 1996 XL1                 | 2 dicembre 1996  | T. Kobayashi                         |
| 21305 -               | 1996 XP1                 | 2 dicembre 1996  | T. Kobayashi                         |
| 21306 Marani          | 1996 XF2                 | 1 dicembre 1996  | V. Goretti                           |
| 21307 -               | 1996 XG3                 | 3 dicembre 1996  | T. Kobayashi                         |
| 21308 -               | 1996 XG5                 | 2 dicembre 1996  | P. Antolini, F. Castellani           |
| 21309 -               | 1996 XH5                 | 6 dicembre 1996  | Japan Spaceguard Association         |
| 21310 -               | 1996 XM5                 | 7 dicembre 1996  | T. Kobayashi                         |
| 21311 Servius         | 1996 XC9                 | 4 dicembre 1996  | V. S. Casulli                        |
| 21312 -               | 1996 XF14                | 4 dicembre 1996  | Spacewatch                           |
| 21313 Xiuyanyu        | 1996 XY14                | 10 dicembre 1996 | Beijing Schmidt CCD Asteroid Program |
| 21314 -               | 1996 XG15                | 10 dicembre 1996 | Beijing Schmidt CCD Asteroid Program |
| 21315 -               | 1996 XN17                | 5 dicembre 1996  | Spacewatch                           |
| 21316 -               | 1996 XY17                | 7 dicembre 1996  | Spacewatch                           |
| 21317 -               | 1996 XV18                | 12 dicembre 1996 | Kleť                                 |
| 21318 -               | 1996 XU26                | 8 dicembre 1996  | Beijing Schmidt CCD Asteroid Program |
| 21319 -               | 1996 XX26                | 8 dicembre 1996  | Beijing Schmidt CCD Asteroid Program |
| 21320 -               | 1996 XF31                | 14 dicembre 1996 | T. Kobayashi                         |
| 21321 -               | 1997 AN2                 | 3 gennaio 1997   | T. Kobayashi                         |
| 21322 -               | 1997 AV2                 | 3 gennaio 1997   | T. Kobayashi                         |
| 21323 -               | 1997 AZ3                 | 6 gennaio 1997   | T. Kobayashi                         |
| 21324 -               | 1997 AY5                 | 2 gennaio 1997   | Beijing Schmidt CCD Asteroid Program |
| 21325 -               | 1997 AB6                 | 2 gennaio 1997   | Beijing Schmidt CCD Asteroid Program |
| 21326 Nitta-machi     | 1997 AW6                 | 8 gennaio 1997   | T. Kobayashi                         |
| 21327 Yabuzuka        | 1997 AJ13                | 11 gennaio 1997  | T. Kobayashi                         |
| 21328 Otashi          | 1997 AM13                | 11 gennaio 1997  | T. Kobayashi                         |
| 21329 -               | 1997 AP15                | 12 gennaio 1997  | NEAT                                 |
| 21330 Alanwhitman     | 1997 AT20                | 11 gennaio 1997  | Spacewatch                           |
| 21331 Lodovicoferrari | 1997 BO                  | 17 gennaio 1997  | P. G. Comba                          |
| 21332 -               | 1997 BX                  | 18 gennaio 1997  | Beijing Schmidt CCD Asteroid Program |
| 21333 -               | 1997 BM2                 | 30 gennaio 1997  | T. Kobayashi                         |
| 21334 -               | 1997 BO2                 | 30 gennaio 1997  | T. Kobayashi                         |
| 21335 -               | 1997 BO3                 | 31 gennaio 1997  | T. Kobayashi                         |
| 21336 Andyblanchard   | 1997 BU8                 | 31 gennaio 1997  | Spacewatch                           |
| 21337 Sansepolcro     | 1997 BN9                 | 17 gennaio 1997  | A. Boattini, A. Di Paola             |
| 21338 -               | 1997 CZ                  | 1 febbraio 1997  | T. Kobayashi                         |
| 21339 -               | 1997 CL1                 | 1 febbraio 1997  | T. Kobayashi                         |
| 21340 -               | 1997 CS19                | 11 febbraio 1997 | T. Kobayashi                         |
| 21341 -               | 1997 CV19                | 12 febbraio 1997 | T. Kobayashi                         |
| 21342 -               | 1997 CS28                | 4 febbraio 1997  | Beijing Schmidt CCD Asteroid Program |
| 21343 -               | 1997 EF                  | 1 marzo 1997     | T. Kobayashi                         |
| 21344 -               | 1997 EM                  | 2 marzo 1997     | T. Kobayashi                         |
| 21345 -               | 1997 ED3                 | 3 marzo 1997     | Beijing Schmidt CCD Asteroid Program |
| 21346 Marieladislav   | 1997 EL11                | 9 marzo 1997     | P. Pravec                            |
| 21347 -               | 1997 EO11                | 3 marzo 1997     | Beijing Schmidt CCD Asteroid Program |
| 21348 Toyoteru        | 1997 EM25                | 1 marzo 1997     | N. Sato                              |
| 21349 Bevoke          | 1997 ER31                | 10 marzo 1997    | Spacewatch                           |
| 21350 Billgardner     | 1997 EN32                | 11 marzo 1997    | Spacewatch                           |
| 21351 Bhagwat         | 1997 EC36                | 4 marzo 1997     | LINEAR                               |
| 21352 -               | 1997 EB57                | 10 marzo 1997    | E. W. Elst                           |
| 21353 -               | 1997 FG                  | 19 marzo 1997    | Beijing Schmidt CCD Asteroid Program |
| 21354 -               | 1997 FM                  | 21 marzo 1997    | Beijing Schmidt CCD Asteroid Program |
| 21355 Pikovskaya      | 1997 FZ3                 | 31 marzo 1997    | LINEAR                               |
| 21356 Karlplank       | 1997 FG4                 | 31 marzo 1997    | LINEAR                               |
| 21357 Davidying       | 1997 FJ4                 | 31 marzo 1997    | LINEAR                               |
| 21358 Mijerbarany     | 1997 GT15                | 3 aprile 1997    | LINEAR                               |
| 21359 Geng            | 1997 GN22                | 6 aprile 1997    | LINEAR                               |
| 21360 Bobduff         | 1997 GW30                | 8 aprile 1997    | Spacewatch                           |
| 21361 Carsonmark      | 1997 HQ                  | 28 aprile 1997   | Spacewatch                           |
| 21362 Dickarmstrong   | 1997 HS3                 | 30 aprile 1997   | Spacewatch                           |
| 21363 Jotwani         | 1997 HX11                | 30 aprile 1997   | LINEAR                               |
| 21364 Lingpan         | 1997 HS12                | 30 aprile 1997   | LINEAR                               |
| 21365 -               | 1997 JS7                 | 3 maggio 1997    | Beijing Schmidt CCD Asteroid Program |
| 21366 -               | 1997 JT15                | 3 maggio 1997    | E. W. Elst                           |
| 21367 Edwardpleva     | 1997 LU1                 | 2 giugno 1997    | Spacewatch                           |
| 21368 Shiodayama      | 1997 LE10                | 6 giugno 1997    | T. Okuni                             |
| 21369 Gertfinger      | 1997 NO4                 | 8 luglio 1997    | ODAS                                 |
| (21370) 1997 TB28     | 1997 TB28                | 1 ottobre 1997   | Uppsala-DLR Trojan Survey            |
| (21371) 1997 TD28     | 1997 TD28                | 1 ottobre 1997   | Uppsala-DLR Trojan Survey            |
| (21372) 1997 TM28     | 1997 TM28                | 6 ottobre 1997   | Uppsala-DLR Trojan Survey            |
| 21373 -               | 1997 VF6                 | 9 novembre 1997  | T. Kobayashi                         |
| 21374 -               | 1997 WS22                | 24 novembre 1997 | M. Hartley                           |
| 21375 Fanshawe        | 1997 YZ17                | 31 dicembre 1997 | Spacewatch                           |
| 21376 -               | 1998 BP8                 | 25 gennaio 1998  | T. Kobayashi                         |
| 21377 -               | 1998 CO1                 | 6 febbraio 1998  | Beijing Schmidt CCD Asteroid Program |
| 21378 -               | 1998 CJ4                 | 6 febbraio 1998  | E. W. Elst                           |
| 21379 -               | 1998 DU13                | 27 febbraio 1998 | ODAS                                 |
| 21380 Devanssay       | 1998 DB20                | 27 febbraio 1998 | ODAS                                 |
| 21381 -               | 1998 EN                  | 2 marzo 1998     | ODAS                                 |
| 21382 -               | 1998 EB8                 | 2 marzo 1998     | Beijing Schmidt CCD Asteroid Program |
| 21383 -               | 1998 EC9                 | 2 marzo 1998     | Beijing Schmidt CCD Asteroid Program |
| 21384 -               | 1998 EB10                | 1 marzo 1998     | Beijing Schmidt CCD Asteroid Program |
| 21385 -               | 1998 FV8                 | 22 marzo 1998    | Spacewatch                           |
| 21386 -               | 1998 FC9                 | 22 marzo 1998    | Spacewatch                           |
| 21387 Wafakhalil      | 1998 FW16                | 20 marzo 1998    | LINEAR                               |
| 21388 Moyanodeburt    | 1998 FJ25                | 20 marzo 1998    | LINEAR                               |
| 21389 Pshenichka      | 1998 FX27                | 20 marzo 1998    | LINEAR                               |
| 21390 Shindo          | 1998 FV28                | 20 marzo 1998    | LINEAR                               |
| 21391 Rotanner        | 1998 FY31                | 20 marzo 1998    | LINEAR                               |
| 21392 Helibrochier    | 1998 FH32                | 20 marzo 1998    | LINEAR                               |
| 21393 Kalygeringer    | 1998 FF34                | 20 marzo 1998    | LINEAR                               |
| 21394 Justinbecker    | 1998 FY35                | 20 marzo 1998    | LINEAR                               |
| 21395 Albertofilho    | 1998 FJ41                | 20 marzo 1998    | LINEAR                               |
| 21396 Fisher-Ives     | 1998 FC52                | 20 marzo 1998    | LINEAR                               |
| 21397 Leontovich      | 1998 FJ54                | 20 marzo 1998    | LINEAR                               |
| 21398 Zengguoshou     | 1998 FX55                | 20 marzo 1998    | LINEAR                               |
| 21399 Bateman         | 1998 FG57                | 20 marzo 1998    | LINEAR                               |
| 21400 Ahdout          | 1998 FM57                | 20 marzo 1998    | LINEAR                               |

## 21401-21500
| Nome                | Designazione provvisoria | Data di scoperta | Scopritore      |
| ------------------- | ------------------------ | ---------------- | --------------- |
| 21401 Justinkovac   | 1998 FC58                | 20 marzo 1998    | LINEAR          |
| 21402 Shanhuang     | 1998 FE58                | 20 marzo 1998    | LINEAR          |
| 21403 Haken         | 1998 FN58                | 20 marzo 1998    | LINEAR          |
| 21404 Atluri        | 1998 FD61                | 20 marzo 1998    | LINEAR          |
| 21405 Sagarmehta    | 1998 FU61                | 20 marzo 1998    | LINEAR          |
| 21406 Jimyang       | 1998 FZ63                | 20 marzo 1998    | LINEAR          |
| 21407 Jessicabaker  | 1998 FL64                | 20 marzo 1998    | LINEAR          |
| 21408 Lyrahaas      | 1998 FZ64                | 20 marzo 1998    | LINEAR          |
| 21409 Forbes        | 1998 FC65                | 20 marzo 1998    | LINEAR          |
| 21410 Cahill        | 1998 FH65                | 20 marzo 1998    | LINEAR          |
| 21411 Abifraeman    | 1998 FY66                | 20 marzo 1998    | LINEAR          |
| 21412 Sinchanban    | 1998 FJ67                | 20 marzo 1998    | LINEAR          |
| 21413 Albertsao     | 1998 FS68                | 20 marzo 1998    | LINEAR          |
| 21414 Blumenthal    | 1998 FQ69                | 20 marzo 1998    | LINEAR          |
| 21415 Nicobrenner   | 1998 FM70                | 20 marzo 1998    | LINEAR          |
| 21416 Sisichen      | 1998 FN70                | 20 marzo 1998    | LINEAR          |
| 21417 Kelleyharris  | 1998 FF71                | 20 marzo 1998    | LINEAR          |
| 21418 Bustos        | 1998 FY71                | 20 marzo 1998    | LINEAR          |
| 21419 Devience      | 1998 FP72                | 20 marzo 1998    | LINEAR          |
| 21420 -             | 1998 FL74                | 21 marzo 1998    | W. Bickel       |
| 21421 Nealwadhwa    | 1998 FJ78                | 24 marzo 1998    | LINEAR          |
| 21422 Alexacarey    | 1998 FL78                | 24 marzo 1998    | LINEAR          |
| 21423 Credo         | 1998 FJ79                | 24 marzo 1998    | LINEAR          |
| 21424 Faithchang    | 1998 FU79                | 24 marzo 1998    | LINEAR          |
| 21425 Cordwell      | 1998 FR90                | 24 marzo 1998    | LINEAR          |
| 21426 Davidbauer    | 1998 FP93                | 24 marzo 1998    | LINEAR          |
| 21427 Ryanharrison  | 1998 FK97                | 31 marzo 1998    | LINEAR          |
| 21428 Junehokim     | 1998 FR103               | 31 marzo 1998    | LINEAR          |
| 21429 Gulati        | 1998 FG104               | 31 marzo 1998    | LINEAR          |
| 21430 Brubrew       | 1998 FG107               | 31 marzo 1998    | LINEAR          |
| 21431 Amberhess     | 1998 FR113               | 31 marzo 1998    | LINEAR          |
| 21432 Polingloh     | 1998 FJ115               | 31 marzo 1998    | LINEAR          |
| 21433 Stekramer     | 1998 FO115               | 31 marzo 1998    | LINEAR          |
| 21434 Stanchiang    | 1998 FG116               | 31 marzo 1998    | LINEAR          |
| 21435 Aharon        | 1998 FH116               | 31 marzo 1998    | LINEAR          |
| 21436 Chaoyichi     | 1998 FL116               | 31 marzo 1998    | LINEAR          |
| 21437 Georgechen    | 1998 FG117               | 31 marzo 1998    | LINEAR          |
| 21438 Camibarnett   | 1998 FP122               | 20 marzo 1998    | LINEAR          |
| 21439 Robenzing     | 1998 FN123               | 20 marzo 1998    | LINEAR          |
| 21440 Elizacollins  | 1998 FB125               | 24 marzo 1998    | LINEAR          |
| 21441 Stevencondie  | 1998 FC144               | 29 marzo 1998    | LINEAR          |
| 21442 -             | 1998 GF1                 | 4 aprile 1998    | F. B. Zoltowski |
| 21443 -             | 1998 HN8                 | 17 aprile 1998   | Spacewatch      |
| 21444 -             | 1998 HT8                 | 17 aprile 1998   | Spacewatch      |
| 21445 Pegconnolly   | 1998 HG17                | 18 aprile 1998   | LINEAR          |
| 21446 Tedflint      | 1998 HV18                | 18 aprile 1998   | LINEAR          |
| 21447 Yungchieh     | 1998 HZ18                | 18 aprile 1998   | LINEAR          |
| 21448 Galindo       | 1998 HE21                | 20 aprile 1998   | LINEAR          |
| 21449 Hemmick       | 1998 HQ22                | 20 aprile 1998   | LINEAR          |
| 21450 Kissel        | 1998 HD23                | 20 aprile 1998   | LINEAR          |
| 21451 Fisher        | 1998 HS23                | 28 aprile 1998   | P. G. Comba     |
| 21452 -             | 1998 HA29                | 23 aprile 1998   | NEAT            |
| 21453 Victorlevine  | 1998 HA33                | 20 aprile 1998   | LINEAR          |
| 21454 Chernoby      | 1998 HE40                | 20 aprile 1998   | LINEAR          |
| 21455 Mcfarland     | 1998 HH41                | 20 aprile 1998   | LINEAR          |
| 21456 Myers         | 1998 HM46                | 20 aprile 1998   | LINEAR          |
| 21457 Fevig         | 1998 HD51                | 25 aprile 1998   | LONEOS          |
| 21458 Susank        | 1998 HN51                | 25 aprile 1998   | LONEOS          |
| 21459 Chrisrussell  | 1998 HS51                | 30 aprile 1998   | LONEOS          |
| 21460 Ryozo         | 1998 HP52                | 30 aprile 1998   | T. Okuni        |
| 21461 Alexchernyak  | 1998 HS60                | 21 aprile 1998   | LINEAR          |
| 21462 Karenedbal    | 1998 HC78                | 21 aprile 1998   | LINEAR          |
| 21463 Nickerson     | 1998 HX78                | 21 aprile 1998   | LINEAR          |
| 21464 Chinaroonchai | 1998 HH88                | 21 aprile 1998   | LINEAR          |
| 21465 Michelepatt   | 1998 HG90                | 21 aprile 1998   | LINEAR          |
| 21466 Franpelrine   | 1998 HZ91                | 21 aprile 1998   | LINEAR          |
| 21467 Rosenstein    | 1998 HX93                | 21 aprile 1998   | LINEAR          |
| 21468 Saylor        | 1998 HD97                | 21 aprile 1998   | LINEAR          |
| 21469 Robschum      | 1998 HO97                | 21 aprile 1998   | LINEAR          |
| 21470 Frankchuang   | 1998 HV97                | 21 aprile 1998   | LINEAR          |
| 21471 Pavelchvykov  | 1998 HA98                | 21 aprile 1998   | LINEAR          |
| 21472 Stimson       | 1998 HU98                | 21 aprile 1998   | LINEAR          |
| 21473 Petesullivan  | 1998 HH99                | 21 aprile 1998   | LINEAR          |
| 21474 Pamelatsai    | 1998 HO99                | 21 aprile 1998   | LINEAR          |
| 21475 Jasonclain    | 1998 HQ100               | 21 aprile 1998   | LINEAR          |
| 21476 Petrie        | 1998 HW101               | 28 aprile 1998   | J. Broughton    |
| 21477 Terikdaly     | 1998 HX112               | 23 aprile 1998   | LINEAR          |
| 21478 Maggiedelano  | 1998 HW118               | 23 aprile 1998   | LINEAR          |
| 21479 Marymartha    | 1998 HN124               | 23 aprile 1998   | LINEAR          |
| 21480 Jilltucker    | 1998 HO125               | 23 aprile 1998   | LINEAR          |
| 21481 Johnwarren    | 1998 HP125               | 23 aprile 1998   | LINEAR          |
| 21482 Patashnick    | 1998 HQ132               | 19 aprile 1998   | LINEAR          |
| 21483 Abdulrasool   | 1998 HJ134               | 19 aprile 1998   | LINEAR          |
| 21484 Eppard        | 1998 HR134               | 19 aprile 1998   | LINEAR          |
| 21485 Ash           | 1998 HV137               | 20 aprile 1998   | LINEAR          |
| 21486 -             | 1998 HA148               | 25 aprile 1998   | E. W. Elst      |
| 21487 -             | 1998 HV148               | 25 aprile 1998   | E. W. Elst      |
| 21488 Danyellelee   | 1998 HT150               | 21 aprile 1998   | LINEAR          |
| 21489 -             | 1998 JU                  | 1 maggio 1998    | NEAT            |
| 21490 -             | 1998 JW                  | 1 maggio 1998    | NEAT            |
| 21491 -             | 1998 JL1                 | 1 maggio 1998    | NEAT            |
| 21492 -             | 1998 JQ1                 | 1 maggio 1998    | NEAT            |
| 21493 -             | 1998 JA2                 | 1 maggio 1998    | NEAT            |
| 21494 -             | 1998 JE2                 | 1 maggio 1998    | NEAT            |
| 21495 Feaga         | 1998 JP2                 | 1 maggio 1998    | LONEOS          |
| 21496 Lijianyang    | 1998 JQ2                 | 1 maggio 1998    | LONEOS          |
| 21497 Alicehine     | 1998 JJ3                 | 1 maggio 1998    | LONEOS          |
| 21498 Keenanferar   | 1998 KQ2                 | 22 maggio 1998   | LINEAR          |
| 21499 Perillat      | 1998 KS4                 | 22 maggio 1998   | LONEOS          |
| 21500 Vazquez       | 1998 KS6                 | 22 maggio 1998   | LONEOS          |

## 21501-21600
| Nome                   | Designazione provvisoria | Data di scoperta  | Scopritore           |
| ---------------------- | ------------------------ | ----------------- | -------------------- |
| 21501 Acevedo          | 1998 KC8                 | 23 maggio 1998    | LONEOS               |
| 21502 Cruz             | 1998 KB9                 | 24 maggio 1998    | LONEOS               |
| 21503 Beksha           | 1998 KL18                | 22 maggio 1998    | LINEAR               |
| 21504 Caseyfreeman     | 1998 KS19                | 22 maggio 1998    | LINEAR               |
| 21505 Bernert          | 1998 KG28                | 22 maggio 1998    | LINEAR               |
| 21506 Betsill          | 1998 KH30                | 22 maggio 1998    | LINEAR               |
| 21507 Bhasin           | 1998 KZ30                | 22 maggio 1998    | LINEAR               |
| 21508 Benbrewer        | 1998 KU33                | 22 maggio 1998    | LINEAR               |
| 21509 Lucascavin       | 1998 KL35                | 22 maggio 1998    | LINEAR               |
| 21510 Chemnitz         | 1998 KF36                | 22 maggio 1998    | LINEAR               |
| 21511 Chiardola        | 1998 KT36                | 22 maggio 1998    | LINEAR               |
| 21512 Susieclary       | 1998 KE40                | 22 maggio 1998    | LINEAR               |
| 21513 Bethcochran      | 1998 KM46                | 22 maggio 1998    | LINEAR               |
| 21514 Gamalski         | 1998 KS48                | 22 maggio 1998    | LINEAR               |
| 21515 Gavini           | 1998 KR50                | 23 maggio 1998    | LINEAR               |
| 21516 Mariagodinez     | 1998 KS51                | 23 maggio 1998    | LINEAR               |
| 21517 Dobi             | 1998 KS52                | 23 maggio 1998    | LINEAR               |
| 21518 Maysunhasan      | 1998 KO53                | 23 maggio 1998    | LINEAR               |
| 21519 Josephhenry      | 1998 KR54                | 23 maggio 1998    | LINEAR               |
| 21520 Dianaeheart      | 1998 KR55                | 23 maggio 1998    | LINEAR               |
| 21521 Hippalgaonkar    | 1998 KU55                | 23 maggio 1998    | LINEAR               |
| 21522 Entwisle         | 1998 MX11                | 19 giugno 1998    | LINEAR               |
| 21523 GONG             | 1998 MW15                | 26 giugno 1998    | R. A. Tucker         |
| 21524 -                | 1998 MB16                | 21 giugno 1998    | Spacewatch           |
| 21525 -                | 1998 MP23                | 25 giugno 1998    | Spacewatch           |
| 21526 Mirano           | 1998 MS24                | 30 giugno 1998    | Farra d'Isonzo       |
| 21527 Horton           | 1998 MV27                | 24 giugno 1998    | LINEAR               |
| 21528 Chrisfaust       | 1998 MU33                | 24 giugno 1998    | LINEAR               |
| 21529 Johnjames        | 1998 MF37                | 26 giugno 1998    | LINEAR               |
| 21530 Despiau          | 1998 MB38                | 26 giugno 1998    | LONEOS               |
| 21531 Billcollin       | 1998 OS                  | 20 luglio 1998    | ODAS                 |
| 21532 -                | 1998 OY                  | 20 luglio 1998    | ODAS                 |
| 21533 -                | 1998 OR12                | 26 luglio 1998    | E. W. Elst           |
| 21534 -                | 1998 OV12                | 26 luglio 1998    | E. W. Elst           |
| 21535 -                | 1998 OX13                | 26 luglio 1998    | E. W. Elst           |
| 21536 -                | 1998 OV14                | 26 luglio 1998    | E. W. Elst           |
| 21537 Fréchet          | 1998 PQ                  | 15 agosto 1998    | P. G. Comba          |
| 21538 -                | 1998 QN1                 | 17 agosto 1998    | Višnjan Observatory  |
| 21539 Josefhlávka      | 1998 QO4                 | 20 agosto 1998    | P. Pravec            |
| 21540 Itthipanyanan    | 1998 QE11                | 17 agosto 1998    | LINEAR               |
| 21541 Friskop          | 1998 QP16                | 17 agosto 1998    | LINEAR               |
| 21542 Kennajeannet     | 1998 QA22                | 17 agosto 1998    | LINEAR               |
| 21543 Jessop           | 1998 QQ24                | 17 agosto 1998    | LINEAR               |
| 21544 Hermainkhan      | 1998 QL33                | 17 agosto 1998    | LINEAR               |
| 21545 Koirala          | 1998 QO33                | 17 agosto 1998    | LINEAR               |
| 21546 Konermann        | 1998 QH34                | 17 agosto 1998    | LINEAR               |
| 21547 Kottapalli       | 1998 QK38                | 17 agosto 1998    | LINEAR               |
| 21548 Briekugler       | 1998 QX38                | 17 agosto 1998    | LINEAR               |
| 21549 Carolinelang     | 1998 QJ44                | 17 agosto 1998    | LINEAR               |
| 21550 Laviolette       | 1998 QS44                | 17 agosto 1998    | LINEAR               |
| 21551 Geyang           | 1998 QH45                | 17 agosto 1998    | LINEAR               |
| 21552 Richardlee       | 1998 QC52                | 17 agosto 1998    | LINEAR               |
| 21553 Monchicourt      | 1998 QT55                | 26 agosto 1998    | ODAS                 |
| 21554 Leechaohsi       | 1998 QR69                | 24 agosto 1998    | LINEAR               |
| 21555 Levary           | 1998 QF70                | 24 agosto 1998    | LINEAR               |
| 21556 Christineli      | 1998 QE71                | 24 agosto 1998    | LINEAR               |
| 21557 Daniellitt       | 1998 QE73                | 24 agosto 1998    | LINEAR               |
| 21558 Alisonliu        | 1998 QW77                | 24 agosto 1998    | LINEAR               |
| 21559 Jingyuanluo      | 1998 QE78                | 24 agosto 1998    | LINEAR               |
| 21560 Analyons         | 1998 QC91                | 28 agosto 1998    | LINEAR               |
| 21561 Masterman        | 1998 QR93                | 28 agosto 1998    | LINEAR               |
| 21562 Chrismessick     | 1998 QZ94                | 19 agosto 1998    | LINEAR               |
| 21563 Chetgervais      | 1998 QW95                | 19 agosto 1998    | LINEAR               |
| 21564 Widmanstätten    | 1998 QQ101               | 26 agosto 1998    | E. W. Elst           |
| 21565 -                | 1998 QZ102               | 26 agosto 1998    | E. W. Elst           |
| 21566 -                | 1998 QM103               | 26 agosto 1998    | E. W. Elst           |
| 21567 -                | 1998 RB2                 | 1 settembre 1998  | F. B. Zoltowski      |
| 21568 Evanmorikawa     | 1998 RM3                 | 14 settembre 1998 | LINEAR               |
| 21569 -                | 1998 RX12                | 14 settembre 1998 | Spacewatch           |
| 21570 Muralidhar       | 1998 RK33                | 14 settembre 1998 | LINEAR               |
| 21571 Naegeli          | 1998 RD51                | 14 settembre 1998 | LINEAR               |
| 21572 Nguyen-McCarty   | 1998 RQ52                | 14 settembre 1998 | LINEAR               |
| 21573 -                | 1998 RP70                | 14 settembre 1998 | LINEAR               |
| 21574 Ouzan            | 1998 RZ71                | 14 settembre 1998 | LINEAR               |
| 21575 Padmanabhan      | 1998 RB80                | 14 settembre 1998 | LINEAR               |
| 21576 McGivney         | 1998 SH4                 | 19 settembre 1998 | W. G. Dillon         |
| 21577 Negron           | 1998 SU24                | 17 settembre 1998 | LONEOS               |
| 21578 Davidgillette    | 1998 SN27                | 24 settembre 1998 | CSS                  |
| 21579 -                | 1998 SK45                | 25 settembre 1998 | Spacewatch           |
| 21580 Portalatin       | 1998 SY57                | 17 settembre 1998 | LONEOS               |
| 21581 Ernestoruiz      | 1998 SD58                | 17 settembre 1998 | LONEOS               |
| 21582 Arunvenkataraman | 1998 SE58                | 17 settembre 1998 | LONEOS               |
| 21583 Caropietsch      | 1998 SQ108               | 26 settembre 1998 | LINEAR               |
| 21584 Polepeddi        | 1998 SK121               | 26 settembre 1998 | LINEAR               |
| 21585 Polmear          | 1998 SX126               | 26 settembre 1998 | LINEAR               |
| 21586 Pourkaviani      | 1998 SU129               | 26 settembre 1998 | LINEAR               |
| 21587 Christopynn      | 1998 SE132               | 26 settembre 1998 | LINEAR               |
| 21588 Gianelli         | 1998 SK157               | 26 settembre 1998 | LINEAR               |
| 21589 Rafes            | 1998 SR162               | 26 settembre 1998 | LINEAR               |
| 21590 -                | 1998 TK                  | 10 ottobre 1998   | T. Kobayashi         |
| 21591 -                | 1998 TA6                 | 15 ottobre 1998   | K. Korlević          |
| 21592 -                | 1998 VJ5                 | 8 novembre 1998   | Y. Shimizu, T. Urata |
| (21593) 1998 VL27      | 1998 VL27                | 10 novembre 1998  | LINEAR               |
| 21594 -                | 1998 VP31                | 13 novembre 1998  | K. Korlević          |
| (21595) 1998 WJ5       | 1998 WJ5                 | 18 novembre 1998  | CSS                  |
| 21596 -                | 1998 WG7                 | 23 novembre 1998  | T. Urata             |
| 21597 -                | 1998 WA8                 | 18 novembre 1998  | S. Ueda, H. Kaneda   |
| 21598 -                | 1998 WP9                 | 28 novembre 1998  | K. Korlević          |
| (21599) 1998 WA15      | 1998 WA15                | 21 novembre 1998  | LINEAR               |
| 21600 -                | 1998 XL5                 | 7 dicembre 1998   | K. Korlević          |

## 21601-21700
| Nome                  | Designazione provvisoria | Data di scoperta  | Scopritore               |
| --------------------- | ------------------------ | ----------------- | ------------------------ |
| 21601 Aias            | 1998 XO89                | 15 dicembre 1998  | LINEAR                   |
| 21602 Ialmenus        | 1998 YW1                 | 17 dicembre 1998  | M. Tichý, Z. Moravec     |
| 21603 -               | 1999 BY                  | 17 gennaio 1999   | CSS                      |
| 21604 -               | 1999 BS3                 | 19 gennaio 1999   | K. Korlević              |
| 21605 Reynoso         | 1999 CL81                | 12 febbraio 1999  | LINEAR                   |
| 21606 -               | 1999 FH6                 | 17 marzo 1999     | ODAS                     |
| 21607 Robel           | 1999 GG34                | 6 aprile 1999     | LINEAR                   |
| 21608 Gloyna          | 1999 GQ35                | 7 aprile 1999     | LINEAR                   |
| 21609 Williamcaleb    | 1999 JQ41                | 10 maggio 1999    | LINEAR                   |
| 21610 Rosengard       | 1999 JE48                | 10 maggio 1999    | LINEAR                   |
| 21611 Rosoff          | 1999 JV50                | 10 maggio 1999    | LINEAR                   |
| 21612 Chelsagloria    | 1999 JS57                | 10 maggio 1999    | LINEAR                   |
| 21613 Schlecht        | 1999 JF68                | 12 maggio 1999    | LINEAR                   |
| 21614 Grochowski      | 1999 JW75                | 10 maggio 1999    | LINEAR                   |
| 21615 Guardamano      | 1999 JQ76                | 10 maggio 1999    | LINEAR                   |
| 21616 Guhagilford     | 1999 JQ82                | 12 maggio 1999    | LINEAR                   |
| 21617 Johnhagen       | 1999 JO119               | 13 maggio 1999    | LINEAR                   |
| 21618 Sheikh          | 1999 JT122               | 13 maggio 1999    | LINEAR                   |
| 21619 Johnshopkins    | 1999 JN136               | 9 maggio 1999     | LONEOS                   |
| 21620 -               | 1999 KU                  | 16 maggio 1999    | CSS                      |
| 21621 Sherman         | 1999 KR4                 | 20 maggio 1999    | LINEAR                   |
| 21622 Victorshia      | 1999 LV22                | 9 giugno 1999     | LINEAR                   |
| 21623 Albertshieh     | 1999 LS24                | 9 giugno 1999     | LINEAR                   |
| 21624 -               | 1999 NA1                 | 11 luglio 1999    | K. Korlević              |
| 21625 Seira           | 1999 NN2                 | 12 luglio 1999    | LINEAR                   |
| 21626 Matthewhall     | 1999 NP2                 | 12 luglio 1999    | LINEAR                   |
| 21627 Sillis          | 1999 NZ3                 | 13 luglio 1999    | LINEAR                   |
| 21628 Lucashof        | 1999 ND4                 | 13 luglio 1999    | LINEAR                   |
| 21629 Siperstein      | 1999 NT8                 | 13 luglio 1999    | LINEAR                   |
| 21630 Wootensmith     | 1999 NM9                 | 13 luglio 1999    | LINEAR                   |
| 21631 Stephenhonan    | 1999 NU10                | 13 luglio 1999    | LINEAR                   |
| 21632 Suwanasri       | 1999 NR11                | 13 luglio 1999    | LINEAR                   |
| 21633 Hsingpenyuan    | 1999 NW11                | 13 luglio 1999    | LINEAR                   |
| 21634 Huangweikang    | 1999 NB18                | 14 luglio 1999    | LINEAR                   |
| 21635 Micahtoll       | 1999 NU19                | 14 luglio 1999    | LINEAR                   |
| 21636 Huertas         | 1999 NS34                | 14 luglio 1999    | LINEAR                   |
| 21637 Ninahuffman     | 1999 NH36                | 14 luglio 1999    | LINEAR                   |
| 21638 Nicjachowski    | 1999 NA39                | 14 luglio 1999    | LINEAR                   |
| 21639 Davidkaufman    | 1999 ND39                | 14 luglio 1999    | LINEAR                   |
| 21640 Petekirkland    | 1999 NX39                | 14 luglio 1999    | LINEAR                   |
| 21641 Tiffanyko       | 1999 NC40                | 14 luglio 1999    | LINEAR                   |
| 21642 Kominers        | 1999 NH41                | 14 luglio 1999    | LINEAR                   |
| 21643 Kornev          | 1999 NJ42                | 14 luglio 1999    | LINEAR                   |
| 21644 Vinay           | 1999 NA50                | 13 luglio 1999    | LINEAR                   |
| 21645 Chentsaiwei     | 1999 NZ50                | 14 luglio 1999    | LINEAR                   |
| 21646 Joshuaturner    | 1999 NK53                | 12 luglio 1999    | LINEAR                   |
| 21647 Carlturner      | 1999 NE54                | 12 luglio 1999    | LINEAR                   |
| 21648 Gravanschaik    | 1999 NB57                | 12 luglio 1999    | LINEAR                   |
| 21649 Vardhana        | 1999 NQ59                | 13 luglio 1999    | LINEAR                   |
| 21650 Tilgner         | 1999 OB1                 | 17 luglio 1999    | S. Sposetti              |
| 21651 Mission Valley  | 1999 OF1                 | 19 luglio 1999    | G. Bell                  |
| 21652 Vasishtha       | 1999 OQ2                 | 22 luglio 1999    | LINEAR                   |
| 21653 Davidwang       | 1999 OH3                 | 22 luglio 1999    | LINEAR                   |
| 21654 -               | 1999 PZ                  | 5 agosto 1999     | A. López, R. Pacheco     |
| 21655 Niklauswirth    | 1999 PC1                 | 8 agosto 1999     | L. Šarounová             |
| 21656 Knuth           | 1999 PX1                 | 9 agosto 1999     | P. Pravec, P. Kušnirák   |
| 21657 Alinecarter     | 1999 PZ1                 | 10 agosto 1999    | J. Broughton             |
| 21658 -               | 1999 PA2                 | 10 agosto 1999    | J. Broughton             |
| 21659 Fredholm        | 1999 PR3                 | 13 agosto 1999    | P. G. Comba              |
| 21660 Velenia         | 1999 QZ1                 | 20 agosto 1999    | P. Pravec                |
| 21661 Olgagermani     | 1999 RA                  | 1 settembre 1999  | G. Masi                  |
| 21662 Benigni         | 1999 RC                  | 1 settembre 1999  | Stroncone                |
| 21663 Banat           | 1999 RM                  | 3 settembre 1999  | Starkenburg              |
| 21664 Konradzuse      | 1999 RG1                 | 4 settembre 1999  | L. Šarounová             |
| 21665 Frege           | 1999 RR1                 | 5 settembre 1999  | P. G. Comba              |
| 21666 -               | 1999 RW1                 | 5 settembre 1999  | K. Korlević              |
| 21667 -               | 1999 RB3                 | 6 settembre 1999  | K. Korlević              |
| 21668 -               | 1999 RS6                 | 3 settembre 1999  | Spacewatch               |
| 21669 -               | 1999 RF8                 | 4 settembre 1999  | Spacewatch               |
| 21670 Kuan            | 1999 RD11                | 7 settembre 1999  | LINEAR                   |
| 21671 Warrener        | 1999 RP12                | 7 settembre 1999  | LINEAR                   |
| 21672 Laichunju       | 1999 RK14                | 7 settembre 1999  | LINEAR                   |
| 21673 Leatherman      | 1999 RL15                | 7 settembre 1999  | LINEAR                   |
| 21674 Renaldowebb     | 1999 RG18                | 7 settembre 1999  | LINEAR                   |
| 21675 Kaitlinmaria    | 1999 RM22                | 7 settembre 1999  | LINEAR                   |
| 21676 Maureenanne     | 1999 RB23                | 7 settembre 1999  | LINEAR                   |
| 21677 Tylerlyon       | 1999 RO23                | 7 settembre 1999  | LINEAR                   |
| 21678 Lindner         | 1999 RK27                | 5 settembre 1999  | G. Lehmann, J. Kandler   |
| 21679 Bettypalermiti  | 1999 RD28                | 8 settembre 1999  | C. W. Juels              |
| 21680 Richardschwartz | 1999 RS31                | 9 settembre 1999  | Farra d'Isonzo           |
| 21681 -               | 1999 RN32                | 9 settembre 1999  | K. Korlević              |
| 21682 Peštafrantišek  | 1999 RT32                | 9 settembre 1999  | P. Pravec, P. Kušnirák   |
| 21683 Segal           | 1999 RL33                | 9 settembre 1999  | C. W. Juels              |
| 21684 Alinafiocca     | 1999 RR33                | 4 settembre 1999  | M. White, M. Collins     |
| 21685 Francomallia    | 1999 RL35                | 11 settembre 1999 | G. Masi                  |
| 21686 Koschny         | 1999 RB36                | 11 settembre 1999 | A. Knöfel                |
| 21687 Filopanti       | 1999 RB37                | 11 settembre 1999 | Osservatorio San Vittore |
| 21688 -               | 1999 RK37                | 11 settembre 1999 | LINEAR                   |
| 21689 -               | 1999 RL38                | 13 settembre 1999 | K. Korlević              |
| 21690 -               | 1999 RA39                | 13 settembre 1999 | J. Broughton             |
| 21691 -               | 1999 RC42                | 13 settembre 1999 | K. Korlević              |
| 21692 -               | 1999 RH44                | 15 settembre 1999 | J. Broughton             |
| 21693 -               | 1999 RT44                | 14 settembre 1999 | Črni Vrh                 |
| 21694 Allisowilson    | 1999 RL48                | 7 settembre 1999  | LINEAR                   |
| 21695 Hannahwolf      | 1999 RG49                | 7 settembre 1999  | LINEAR                   |
| 21696 Ermalmquist     | 1999 RC52                | 7 settembre 1999  | LINEAR                   |
| 21697 Mascharak       | 1999 RW54                | 7 settembre 1999  | LINEAR                   |
| 21698 McCarron        | 1999 RD56                | 7 settembre 1999  | LINEAR                   |
| 21699 Wolpert         | 1999 RE64                | 7 settembre 1999  | LINEAR                   |
| 21700 Caseynicole     | 1999 RD72                | 7 settembre 1999  | LINEAR                   |

## 21701-21800
| Nome               | Designazione provvisoria | Data di scoperta  | Scopritore         |
| ------------------ | ------------------------ | ----------------- | ------------------ |
| 21701 Gabemendoza  | 1999 RP72                | 7 settembre 1999  | LINEAR             |
| 21702 Prisymendoza | 1999 RA73                | 7 settembre 1999  | LINEAR             |
| 21703 Shravanimikk | 1999 RM73                | 7 settembre 1999  | LINEAR             |
| 21704 Mikkilineni  | 1999 RD85                | 7 settembre 1999  | LINEAR             |
| 21705 Subinmin     | 1999 RA86                | 7 settembre 1999  | LINEAR             |
| 21706 Robminehart  | 1999 RM87                | 7 settembre 1999  | LINEAR             |
| 21707 Johnmoore    | 1999 RY88                | 7 settembre 1999  | LINEAR             |
| 21708 Mulhall      | 1999 RV90                | 7 settembre 1999  | LINEAR             |
| 21709 Sethmurray   | 1999 RK92                | 7 settembre 1999  | LINEAR             |
| 21710 Nijhawan     | 1999 RS92                | 7 settembre 1999  | LINEAR             |
| 21711 Wilfredwong  | 1999 RE95                | 7 settembre 1999  | LINEAR             |
| 21712 Obaid        | 1999 RL96                | 7 settembre 1999  | LINEAR             |
| 21713 Michaelolson | 1999 RW97                | 7 settembre 1999  | LINEAR             |
| 21714 Geoffreywoo  | 1999 RX109               | 8 settembre 1999  | LINEAR             |
| 21715 Palaniappan  | 1999 RA110               | 8 settembre 1999  | LINEAR             |
| 21716 Panchamia    | 1999 RX113               | 9 settembre 1999  | LINEAR             |
| 21717 Pang         | 1999 RO114               | 9 settembre 1999  | LINEAR             |
| 21718 Cheonghapark | 1999 RO115               | 9 settembre 1999  | LINEAR             |
| 21719 Pasricha     | 1999 RR115               | 9 settembre 1999  | LINEAR             |
| 21720 Pilishvili   | 1999 RQ119               | 9 settembre 1999  | LINEAR             |
| 21721 Feiniqu      | 1999 RY119               | 9 settembre 1999  | LINEAR             |
| 21722 Rambhia      | 1999 RX120               | 9 settembre 1999  | LINEAR             |
| 21723 Yinyinwu     | 1999 RT128               | 9 settembre 1999  | LINEAR             |
| 21724 Ratai        | 1999 RA132               | 9 settembre 1999  | LINEAR             |
| 21725 Zhongyuechen | 1999 RB132               | 9 settembre 1999  | LINEAR             |
| 21726 Rezvanian    | 1999 RB134               | 9 settembre 1999  | LINEAR             |
| 21727 Rhines       | 1999 RY135               | 9 settembre 1999  | LINEAR             |
| 21728 Zhuzhirui    | 1999 RH136               | 9 settembre 1999  | LINEAR             |
| 21729 Kimrichards  | 1999 RE137               | 9 settembre 1999  | LINEAR             |
| 21730 Ignaciorod   | 1999 RG138               | 9 settembre 1999  | LINEAR             |
| 21731 Zhuruochen   | 1999 RT142               | 9 settembre 1999  | LINEAR             |
| 21732 Rumery       | 1999 RW142               | 9 settembre 1999  | LINEAR             |
| 21733 Schlottmann  | 1999 RX145               | 9 settembre 1999  | LINEAR             |
| 21734 -            | 1999 RM146               | 9 settembre 1999  | LINEAR             |
| 21735 Nissaschmidt | 1999 RV146               | 9 settembre 1999  | LINEAR             |
| 21736 Samaschneid  | 1999 RW149               | 9 settembre 1999  | LINEAR             |
| 21737 Stephenshulz | 1999 RV151               | 9 settembre 1999  | LINEAR             |
| 21738 Schwank      | 1999 RB153               | 9 settembre 1999  | LINEAR             |
| 21739 Annekeschwob | 1999 RN157               | 9 settembre 1999  | LINEAR             |
| 21740 -            | 1999 RR159               | 9 settembre 1999  | LINEAR             |
| 21741 -            | 1999 RN162               | 9 settembre 1999  | LINEAR             |
| 21742 Rachaelscott | 1999 RU163               | 9 settembre 1999  | LINEAR             |
| 21743 Michaelsegal | 1999 RB164               | 9 settembre 1999  | LINEAR             |
| 21744 Meliselinger | 1999 RF168               | 9 settembre 1999  | LINEAR             |
| 21745 Shadfan      | 1999 RX168               | 9 settembre 1999  | LINEAR             |
| 21746 Carrieshaw   | 1999 RZ169               | 9 settembre 1999  | LINEAR             |
| 21747 Justsolomon  | 1999 RD170               | 9 settembre 1999  | LINEAR             |
| 21748 Srinivasan   | 1999 RH170               | 9 settembre 1999  | LINEAR             |
| 21749 -            | 1999 RM172               | 9 settembre 1999  | LINEAR             |
| 21750 Tartakahashi | 1999 RG173               | 9 settembre 1999  | LINEAR             |
| 21751 Jennytaylor  | 1999 RT176               | 9 settembre 1999  | LINEAR             |
| 21752 Johnthurmon  | 1999 RC179               | 9 settembre 1999  | LINEAR             |
| 21753 Trudel       | 1999 RJ180               | 9 settembre 1999  | LINEAR             |
| 21754 Tvaruzkova   | 1999 RZ183               | 9 settembre 1999  | LINEAR             |
| 21755 -            | 1999 RE190               | 10 settembre 1999 | LINEAR             |
| 21756 -            | 1999 RB192               | 13 settembre 1999 | LINEAR             |
| 21757 -            | 1999 RQ194               | 7 settembre 1999  | LINEAR             |
| 21758 Adrianveres  | 1999 RT196               | 8 settembre 1999  | LINEAR             |
| 21759 -            | 1999 RG197               | 8 settembre 1999  | LINEAR             |
| 21760 -            | 1999 RM199               | 8 settembre 1999  | LINEAR             |
| 21761 -            | 1999 RB201               | 8 settembre 1999  | LINEAR             |
| 21762 -            | 1999 RD201               | 8 settembre 1999  | LINEAR             |
| 21763 -            | 1999 RR201               | 8 settembre 1999  | LINEAR             |
| 21764 -            | 1999 RY205               | 8 settembre 1999  | LINEAR             |
| 21765 -            | 1999 RU206               | 8 settembre 1999  | LINEAR             |
| 21766 -            | 1999 RW208               | 8 settembre 1999  | LINEAR             |
| 21767 -            | 1999 RB209               | 8 settembre 1999  | LINEAR             |
| 21768 -            | 1999 RL210               | 8 settembre 1999  | LINEAR             |
| 21769 -            | 1999 RS210               | 8 settembre 1999  | LINEAR             |
| 21770 Wangyiran    | 1999 RF211               | 8 settembre 1999  | LINEAR             |
| 21771 -            | 1999 RQ211               | 8 settembre 1999  | LINEAR             |
| 21772 -            | 1999 RU211               | 8 settembre 1999  | LINEAR             |
| 21773 -            | 1999 RH216               | 7 settembre 1999  | LINEAR             |
| 21774 O'Brien      | 1999 RR217               | 3 settembre 1999  | LONEOS             |
| 21775 Tsiganis     | 1999 RC221               | 5 settembre 1999  | LONEOS             |
| 21776 Kryszczyńska | 1999 RE221               | 5 settembre 1999  | LONEOS             |
| 21777 -            | 1999 RS221               | 5 settembre 1999  | CSS                |
| 21778 Andrewarren  | 1999 RF225               | 7 settembre 1999  | LINEAR             |
| 21779 -            | 1999 RE231               | 8 settembre 1999  | CSS                |
| 21780 -            | 1999 RY237               | 8 settembre 1999  | CSS                |
| 21781 -            | 1999 RE239               | 8 settembre 1999  | CSS                |
| 21782 Davemcdonald | 1999 RV239               | 8 settembre 1999  | LONEOS             |
| 21783 -            | 1999 RR248               | 7 settembre 1999  | Spacewatch         |
| 21784 -            | 1999 SO1                 | 17 settembre 1999 | K. Korlević        |
| 21785 Méchain      | 1999 SS2                 | 21 settembre 1999 | M. Tichý           |
| 21786 -            | 1999 SB4                 | 29 settembre 1999 | K. Korlević        |
| 21787 -            | 1999 SG4                 | 29 settembre 1999 | K. Korlević        |
| 21788 -            | 1999 SZ5                 | 30 settembre 1999 | LINEAR             |
| 21789 Frankwasser  | 1999 SH7                 | 29 settembre 1999 | LINEAR             |
| 21790 -            | 1999 SN7                 | 29 settembre 1999 | LINEAR             |
| 21791 Mattweegman  | 1999 SR7                 | 29 settembre 1999 | LINEAR             |
| 21792 -            | 1999 ST7                 | 29 settembre 1999 | LINEAR             |
| 21793 -            | 1999 SG8                 | 29 settembre 1999 | LINEAR             |
| 21794 -            | 1999 SK8                 | 29 settembre 1999 | LINEAR             |
| 21795 Masi         | 1999 SN9                 | 29 settembre 1999 | F. Mallia          |
| 21796 -            | 1999 SH11                | 30 settembre 1999 | CSS                |
| 21797 -            | 1999 SW11                | 30 settembre 1999 | CSS                |
| 21798 Mitchweegman | 1999 SZ16                | 30 settembre 1999 | LINEAR             |
| 21799 Ciociaria    | 1999 TP                  | 1 ottobre 1999    | F. Mallia, G. Masi |
| 21800 -            | 1999 TM1                 | 1 ottobre 1999    | K. Korlević        |

## 21801-21900
| Nome                   | Designazione provvisoria | Data di scoperta | Scopritore                           |
| ---------------------- | ------------------------ | ---------------- | ------------------------------------ |
| 21801 Ančerl           | 1999 TW3                 | 2 ottobre 1999   | L. Šarounová                         |
| 21802 Svoreň           | 1999 TE6                 | 6 ottobre 1999   | L. Kornoš, J. Tóth                   |
| 21803 -                | 1999 TC7                 | 6 ottobre 1999   | K. Korlević, M. Jurić                |
| 21804 Václavneumann    | 1999 TC8                 | 4 ottobre 1999   | L. Šarounová                         |
| 21805 -                | 1999 TQ9                 | 8 ottobre 1999   | K. Korlević, M. Jurić                |
| 21806 -                | 1999 TE14                | 10 ottobre 1999  | K. Korlević, M. Jurić                |
| 21807 -                | 1999 TH14                | 10 ottobre 1999  | K. Korlević, M. Jurić                |
| 21808 -                | 1999 TR18                | 14 ottobre 1999  | Beijing Schmidt CCD Asteroid Program |
| 21809 -                | 1999 TG19                | 15 ottobre 1999  | D. K. Chesney                        |
| 21810 -                | 1999 TK19                | 9 ottobre 1999   | F. Uto                               |
| 21811 Burroughs        | 1999 TR20                | 5 ottobre 1999   | R. A. Tucker                         |
| 21812 -                | 1999 TZ22                | 3 ottobre 1999   | Spacewatch                           |
| 21813 Danwinegar       | 1999 TK25                | 3 ottobre 1999   | LINEAR                               |
| 21814 Shanawolff       | 1999 TQ27                | 3 ottobre 1999   | LINEAR                               |
| 21815 Fanyang          | 1999 TF29                | 4 ottobre 1999   | LINEAR                               |
| 21816 -                | 1999 TE31                | 4 ottobre 1999   | LINEAR                               |
| 21817 Yingling         | 1999 TG32                | 4 ottobre 1999   | LINEAR                               |
| 21818 Yurkanin         | 1999 TJ32                | 4 ottobre 1999   | LINEAR                               |
| 21819 -                | 1999 TX32                | 4 ottobre 1999   | LINEAR                               |
| 21820 -                | 1999 TQ34                | 2 ottobre 1999   | LINEAR                               |
| 21821 Billryan         | 1999 TN36                | 12 ottobre 1999  | LONEOS                               |
| 21822 Degiorgi         | 1999 TX36                | 15 ottobre 1999  | LONEOS                               |
| 21823 -                | 1999 TX72                | 9 ottobre 1999   | Spacewatch                           |
| 21824 -                | 1999 TD75                | 10 ottobre 1999  | Spacewatch                           |
| 21825 Zhangyizhong     | 1999 TR88                | 2 ottobre 1999   | LINEAR                               |
| 21826 Youjiazhong      | 1999 TJ91                | 2 ottobre 1999   | LINEAR                               |
| 21827 Chingzhu         | 1999 TS91                | 2 ottobre 1999   | LINEAR                               |
| 21828 -                | 1999 TN92                | 2 ottobre 1999   | LINEAR                               |
| 21829 Kaylacornale     | 1999 TZ92                | 2 ottobre 1999   | LINEAR                               |
| 21830 -                | 1999 TW93                | 2 ottobre 1999   | LINEAR                               |
| 21831 -                | 1999 TX93                | 2 ottobre 1999   | LINEAR                               |
| 21832 -                | 1999 TZ93                | 2 ottobre 1999   | LINEAR                               |
| 21833 -                | 1999 TE95                | 2 ottobre 1999   | LINEAR                               |
| 21834 -                | 1999 TL96                | 2 ottobre 1999   | LINEAR                               |
| 21835 -                | 1999 TN96                | 2 ottobre 1999   | LINEAR                               |
| 21836 -                | 1999 TX96                | 2 ottobre 1999   | LINEAR                               |
| 21837 -                | 1999 TL97                | 2 ottobre 1999   | LINEAR                               |
| 21838 -                | 1999 TM99                | 2 ottobre 1999   | LINEAR                               |
| 21839 -                | 1999 TP100               | 2 ottobre 1999   | LINEAR                               |
| 21840 Ghoshchoudhury   | 1999 TT101               | 2 ottobre 1999   | LINEAR                               |
| 21841 -                | 1999 TE102               | 2 ottobre 1999   | LINEAR                               |
| 21842 -                | 1999 TH102               | 2 ottobre 1999   | LINEAR                               |
| 21843 -                | 1999 TF105               | 3 ottobre 1999   | LINEAR                               |
| 21844 -                | 1999 TN112               | 4 ottobre 1999   | LINEAR                               |
| 21845 -                | 1999 TC113               | 4 ottobre 1999   | LINEAR                               |
| 21846 Wojakowski       | 1999 TT114               | 4 ottobre 1999   | LINEAR                               |
| 21847 -                | 1999 TA116               | 4 ottobre 1999   | LINEAR                               |
| 21848 -                | 1999 TO116               | 4 ottobre 1999   | LINEAR                               |
| 21849 -                | 1999 TA141               | 6 ottobre 1999   | LINEAR                               |
| 21850 Abshir           | 1999 TF142               | 7 ottobre 1999   | LINEAR                               |
| 21851 -                | 1999 TO142               | 7 ottobre 1999   | LINEAR                               |
| 21852 Bolander         | 1999 TR143               | 7 ottobre 1999   | LINEAR                               |
| 21853 Kelseykay        | 1999 TU146               | 7 ottobre 1999   | LINEAR                               |
| 21854 Brendandwyer     | 1999 TJ147               | 7 ottobre 1999   | LINEAR                               |
| 21855 -                | 1999 TG150               | 7 ottobre 1999   | LINEAR                               |
| 21856 Heathermaria     | 1999 TR150               | 7 ottobre 1999   | LINEAR                               |
| 21857 -                | 1999 TJ154               | 7 ottobre 1999   | LINEAR                               |
| 21858 Gosal            | 1999 TY155               | 7 ottobre 1999   | LINEAR                               |
| 21859 -                | 1999 TF172               | 10 ottobre 1999  | LINEAR                               |
| 21860 Joannaguy        | 1999 TX180               | 10 ottobre 1999  | LINEAR                               |
| 21861 Maryhedberg      | 1999 TU189               | 12 ottobre 1999  | LINEAR                               |
| 21862 Joshuajones      | 1999 TV189               | 12 ottobre 1999  | LINEAR                               |
| 21863 -                | 1999 TC194               | 12 ottobre 1999  | LINEAR                               |
| 21864 -                | 1999 TD238               | 4 ottobre 1999   | CSS                                  |
| 21865 -                | 1999 TD246               | 8 ottobre 1999   | CSS                                  |
| 21866 -                | 1999 TP247               | 8 ottobre 1999   | CSS                                  |
| 21867 -                | 1999 TQ251               | 9 ottobre 1999   | LINEAR                               |
| 21868 -                | 1999 TK291               | 10 ottobre 1999  | LINEAR                               |
| 21869 -                | 1999 TE296               | 1 ottobre 1999   | CSS                                  |
| 21870 -                | 1999 UD1                 | 16 ottobre 1999  | K. Korlević                          |
| 21871 -                | 1999 UK2                 | 17 ottobre 1999  | K. Korlević                          |
| 21872 -                | 1999 UP3                 | 18 ottobre 1999  | Beijing Schmidt CCD Asteroid Program |
| 21873 Jindřichůvhradec | 1999 UU3                 | 29 ottobre 1999  | J. Tichá, M. Tichý                   |
| 21874 -                | 1999 UB6                 | 18 ottobre 1999  | Beijing Schmidt CCD Asteroid Program |
| 21875 -                | 1999 UD6                 | 22 ottobre 1999  | Beijing Schmidt CCD Asteroid Program |
| 21876 -                | 1999 UL9                 | 29 ottobre 1999  | CSS                                  |
| 21877 -                | 1999 UL12                | 31 ottobre 1999  | Spacewatch                           |
| 21878 -                | 1999 UF13                | 29 ottobre 1999  | CSS                                  |
| 21879 -                | 1999 UH13                | 29 ottobre 1999  | CSS                                  |
| 21880 -                | 1999 UF14                | 29 ottobre 1999  | CSS                                  |
| 21881 -                | 1999 UK15                | 29 ottobre 1999  | CSS                                  |
| 21882 -                | 1999 UL16                | 29 ottobre 1999  | CSS                                  |
| 21883 -                | 1999 UC25                | 28 ottobre 1999  | CSS                                  |
| 21884 -                | 1999 UO26                | 30 ottobre 1999  | CSS                                  |
| 21885 -                | 1999 UY27                | 30 ottobre 1999  | Spacewatch                           |
| 21886 -                | 1999 UZ35                | 31 ottobre 1999  | Spacewatch                           |
| 21887 Dipippo          | 1999 UH42                | 20 ottobre 1999  | LONEOS                               |
| 21888 Ďurech           | 1999 UL44                | 29 ottobre 1999  | LONEOS                               |
| 21889 -                | 1999 UJ47                | 29 ottobre 1999  | Spacewatch                           |
| 21890 -                | 1999 UG50                | 30 ottobre 1999  | CSS                                  |
| 21891 Andreabocelli    | 1999 VZ2                 | 1 novembre 1999  | Sauro Donati                         |
| 21892 -                | 1999 VM3                 | 1 novembre 1999  | Spacewatch                           |
| 21893 -                | 1999 VL4                 | 1 novembre 1999  | CSS                                  |
| 21894 -                | 1999 VQ4                 | 1 novembre 1999  | CSS                                  |
| 21895 -                | 1999 VA5                 | 5 novembre 1999  | K. Korlević                          |
| 21896 -                | 1999 VM6                 | 7 novembre 1999  | T. Urata                             |
| 21897 -                | 1999 VG7                 | 7 novembre 1999  | K. Korlević                          |
| 21898 -                | 1999 VJ7                 | 7 novembre 1999  | K. Korlević                          |
| 21899 -                | 1999 VU8                 | 8 novembre 1999  | C. W. Juels                          |
| 21900 Orus             | 1999 VQ10                | 9 novembre 1999  | T. Kobayashi                         |

## 21901-22000
| Nome                | Designazione provvisoria | Data di scoperta | Scopritore                           |
| ------------------- | ------------------------ | ---------------- | ------------------------------------ |
| 21901 -             | 1999 VZ11                | 10 novembre 1999 | C. W. Juels                          |
| 21902 -             | 1999 VD12                | 10 novembre 1999 | C. W. Juels                          |
| 21903 Wallace       | 1999 VE12                | 10 novembre 1999 | C. W. Juels                          |
| 21904 -             | 1999 VV12                | 11 novembre 1999 | C. W. Juels                          |
| 21905 -             | 1999 VX14                | 2 novembre 1999  | Spacewatch                           |
| 21906 -             | 1999 VH20                | 11 novembre 1999 | C. W. Juels                          |
| 21907 -             | 1999 VM20                | 11 novembre 1999 | C. W. Juels                          |
| 21908 -             | 1999 VQ21                | 12 novembre 1999 | K. Korlević                          |
| 21909 -             | 1999 VR21                | 12 novembre 1999 | K. Korlević                          |
| 21910 -             | 1999 VT23                | 14 novembre 1999 | C. W. Juels                          |
| 21911 -             | 1999 VW23                | 14 novembre 1999 | C. W. Juels                          |
| 21912 -             | 1999 VL24                | 15 novembre 1999 | C. W. Juels                          |
| 21913 Taylorjones   | 1999 VK28                | 3 novembre 1999  | LINEAR                               |
| 21914 Melakabinoff  | 1999 VX34                | 3 novembre 1999  | LINEAR                               |
| 21915 Lavins        | 1999 VE35                | 3 novembre 1999  | LINEAR                               |
| 21916 -             | 1999 VU37                | 3 novembre 1999  | LINEAR                               |
| 21917 -             | 1999 VY37                | 3 novembre 1999  | LINEAR                               |
| 21918 -             | 1999 VN45                | 4 novembre 1999  | CSS                                  |
| 21919 Luga          | 1999 VV47                | 3 novembre 1999  | LINEAR                               |
| 21920 -             | 1999 VZ47                | 3 novembre 1999  | LINEAR                               |
| 21921 Camdenmiller  | 1999 VE49                | 3 novembre 1999  | LINEAR                               |
| 21922 Mocz          | 1999 VK49                | 3 novembre 1999  | LINEAR                               |
| 21923 -             | 1999 VT52                | 3 novembre 1999  | LINEAR                               |
| 21924 Alyssaovaitt  | 1999 VN53                | 4 novembre 1999  | LINEAR                               |
| 21925 Supasternak   | 1999 VW53                | 4 novembre 1999  | LINEAR                               |
| 21926 Jacobperry    | 1999 VH54                | 4 novembre 1999  | LINEAR                               |
| 21927 Sarahpierz    | 1999 VB55                | 4 novembre 1999  | LINEAR                               |
| 21928 Prabakaran    | 1999 VX55                | 4 novembre 1999  | LINEAR                               |
| 21929 Nileshraval   | 1999 VP56                | 4 novembre 1999  | LINEAR                               |
| 21930 -             | 1999 VP61                | 4 novembre 1999  | LINEAR                               |
| 21931 -             | 1999 VB64                | 4 novembre 1999  | LINEAR                               |
| 21932 Rios          | 1999 VP65                | 4 novembre 1999  | LINEAR                               |
| 21933 Aaronrozon    | 1999 VL70                | 4 novembre 1999  | LINEAR                               |
| 21934 -             | 1999 VY71                | 7 novembre 1999  | Beijing Schmidt CCD Asteroid Program |
| 21935 -             | 1999 VZ77                | 4 novembre 1999  | LINEAR                               |
| 21936 Ryan          | 1999 VH79                | 4 novembre 1999  | LINEAR                               |
| 21937 Basheehan     | 1999 VV80                | 4 novembre 1999  | LINEAR                               |
| 21938 -             | 1999 VE81                | 4 novembre 1999  | LINEAR                               |
| 21939 Kasmith       | 1999 VJ89                | 4 novembre 1999  | LINEAR                               |
| 21940 -             | 1999 VU91                | 7 novembre 1999  | LINEAR                               |
| 21941 -             | 1999 VU92                | 9 novembre 1999  | LINEAR                               |
| 21942 Subramanian   | 1999 VN106               | 9 novembre 1999  | LINEAR                               |
| 21943 Diannacowern  | 1999 VG114               | 9 novembre 1999  | CSS                                  |
| 21944 -             | 1999 VA118               | 9 novembre 1999  | Spacewatch                           |
| 21945 Kleshchonok   | 1999 VL135               | 13 novembre 1999 | LONEOS                               |
| 21946 -             | 1999 VD138               | 9 novembre 1999  | CSS                                  |
| 21947 -             | 1999 VG141               | 10 novembre 1999 | Spacewatch                           |
| 21948 -             | 1999 VY149               | 14 novembre 1999 | LINEAR                               |
| 21949 Tatulian      | 1999 VA156               | 12 novembre 1999 | LINEAR                               |
| 21950 -             | 1999 VS158               | 14 novembre 1999 | LINEAR                               |
| 21951 -             | 1999 VE159               | 14 novembre 1999 | LINEAR                               |
| 21952 Terry         | 1999 VD165               | 14 novembre 1999 | LINEAR                               |
| 21953 -             | 1999 VB176               | 2 novembre 1999  | CSS                                  |
| 21954 -             | 1999 VU178               | 6 novembre 1999  | LINEAR                               |
| 21955 -             | 1999 VW178               | 6 novembre 1999  | LINEAR                               |
| 21956 Thangada      | 1999 VE179               | 6 novembre 1999  | LINEAR                               |
| 21957 -             | 1999 VU179               | 6 novembre 1999  | LINEAR                               |
| 21958 Tripuraneni   | 1999 VU185               | 15 novembre 1999 | LINEAR                               |
| 21959 -             | 1999 VM186               | 15 novembre 1999 | LINEAR                               |
| 21960 -             | 1999 VH189               | 15 novembre 1999 | LINEAR                               |
| 21961 -             | 1999 VE203               | 8 novembre 1999  | CSS                                  |
| 21962 Scottsandford | 1999 VS203               | 9 novembre 1999  | LONEOS                               |
| 21963 -             | 1999 VP207               | 13 novembre 1999 | CSS                                  |
| 21964 Kevinhousen   | 1999 VK213               | 13 novembre 1999 | LONEOS                               |
| 21965 Dones         | 1999 VO213               | 13 novembre 1999 | LONEOS                               |
| 21966 Hamadori      | 1999 WJ9                 | 27 novembre 1999 | LONEOS                               |
| 21967 -             | 1999 WS9                 | 30 novembre 1999 | T. Kobayashi                         |
| 21968 -             | 1999 WE10                | 30 novembre 1999 | T. Kobayashi                         |
| 21969 -             | 1999 WJ17                | 30 novembre 1999 | Spacewatch                           |
| 21970 Tyle          | 1999 XC                  | 1 dicembre 1999  | LINEAR                               |
| 21971 -             | 1999 XG                  | 1 dicembre 1999  | LINEAR                               |
| 21972 -             | 1999 XU                  | 2 dicembre 1999  | LINEAR                               |
| 21973 -             | 1999 XP1                 | 2 dicembre 1999  | LINEAR                               |
| 21974 -             | 1999 XV1                 | 3 dicembre 1999  | C. W. Juels                          |
| 21975 -             | 1999 XR2                 | 4 dicembre 1999  | C. W. Juels                          |
| 21976 -             | 1999 XV2                 | 4 dicembre 1999  | C. W. Juels                          |
| 21977 -             | 1999 XW2                 | 4 dicembre 1999  | C. W. Juels                          |
| 21978 -             | 1999 XW3                 | 4 dicembre 1999  | CSS                                  |
| 21979 -             | 1999 XQ4                 | 4 dicembre 1999  | CSS                                  |
| 21980 -             | 1999 XA5                 | 4 dicembre 1999  | CSS                                  |
| 21981 -             | 1999 XX5                 | 4 dicembre 1999  | CSS                                  |
| 21982 -             | 1999 XL8                 | 4 dicembre 1999  | T. Kagawa                            |
| 21983 -             | 1999 XB12                | 6 dicembre 1999  | CSS                                  |
| 21984 -             | 1999 XC12                | 6 dicembre 1999  | CSS                                  |
| 21985 Šejna         | 1999 XG15                | 2 dicembre 1999  | L. Šarounová                         |
| 21986 Alexanduribe  | 1999 XO17                | 2 dicembre 1999  | LINEAR                               |
| 21987 -             | 1999 XH18                | 3 dicembre 1999  | LINEAR                               |
| 21988 -             | 1999 XQ20                | 5 dicembre 1999  | LINEAR                               |
| 21989 Werntz        | 1999 XU20                | 5 dicembre 1999  | LINEAR                               |
| 21990 Garretyazzie  | 1999 XH22                | 6 dicembre 1999  | LINEAR                               |
| 21991 Zane          | 1999 XM23                | 6 dicembre 1999  | LINEAR                               |
| 21992 -             | 1999 XZ23                | 6 dicembre 1999  | LINEAR                               |
| 21993 -             | 1999 XH26                | 6 dicembre 1999  | LINEAR                               |
| 21994 -             | 1999 XU26                | 6 dicembre 1999  | LINEAR                               |
| 21995 -             | 1999 XL29                | 6 dicembre 1999  | LINEAR                               |
| 21996 -             | 1999 XP31                | 6 dicembre 1999  | LINEAR                               |
| 21997 -             | 1999 XP36                | 7 dicembre 1999  | C. W. Juels                          |
| 21998 -             | 1999 XH37                | 7 dicembre 1999  | C. W. Juels                          |
| 21999 Disora        | 1999 XS38                | 7 dicembre 1999  | F. Mallia                            |
| 22000 -             | 1999 XF40                | 7 dicembre 1999  | LINEAR                               |